# 維諾赫拉德 (霍羅登卡市鎮)
48°37′10″N 25°16′31″E / 48.61944°N 25.27528°E
維諾赫拉德（羅馬化：Vynohrad）是烏克蘭的村落，位於該國西部伊萬諾-弗蘭科夫斯克州，由科洛梅亚区負責管轄，始建於1524年，面積13.2平方公里，海拔高度300米，2001年人口1,093，人口密度每平方公里83人。